# YOSAKOI&ねぷたinとよさと
YOSAKOI&ねぷたinとよさと（よさこいあんどねぷたいんとよさと）は、宮城県登米市豊里町で開催される祭りのひとつである夏祭り で、弘前ねぷたを参考にしたねぷたの巡航と、県内・県外から参加するYOSAKOIチームの演舞で盛り上がる。

## 概要
数度にわたって祭りの形式が変更され、それに見合った名前に変わった。YOSAKOIはチーム別の旗の演技や、こだわりの衣装も見どころで、「総踊り」では、飛び入りの参加も出来る。地元で制作されたねぷたが、駅前通りを中心とした夜の街を幻想的に練り歩く。近年は本家本元のYOSAKOIソーラン祭りで、YOSAKOIソーラン大賞・準大賞受賞チームの新琴似天舞龍神や北海道大学"縁"や、仙台のみちのくYOSAKOI THE!!駆波゛乱、いわて奥州『結』などが参加、更にチアリーディングの団体も祭りに加わったり、演舞の後のYOSAKOIチームがねぷたの巡航に参加したりと、地元特有の雰囲気も定着してきている。演舞会場はステージ形式が1ヶ所、パレード形式が2ヶ所の3会場あり、3ヶ所を移動して演舞するチームも多いので、観覧者は場所を固定しても十分楽しめるように配慮されている。

## 沿革
- 1988年（昭和63年）商工会青年部が弘前ねぷたを参考に企画し、仲町商店街通りを巡航した。
- 2000年（平成12年）会場を駅前通りに移し、YOSAKOIとのコラボとして実施。
- 2015年（平成12年）8月9日（日）開催[2] 県内外から44チーム、1,200人が演舞。ねぷたの巡航には13チームが参加。（登米市市制施行10周年記念事業）

## 期日
- 8月14日前後
- 2015年は8月9日（日）12:30～20:45[3]

## 会場
- 〒987-0511 宮城県登米市豊里町 陸前豊里駅前通り近辺

## 主催
- YOSAKOI&ねぷたinとよさと実行委員会（登米市役所・豊里総合支所市民課）

## 駐車場
あり、無料:600台（下屋浦宅地100台、豊里運動公園200台、豊里小中学校300台）

## アクセス
- 三陸沿岸道路桃生豊里ICから車で約15分
- JR東日本気仙沼線陸前豊里駅から徒歩3分

### ギャラリー

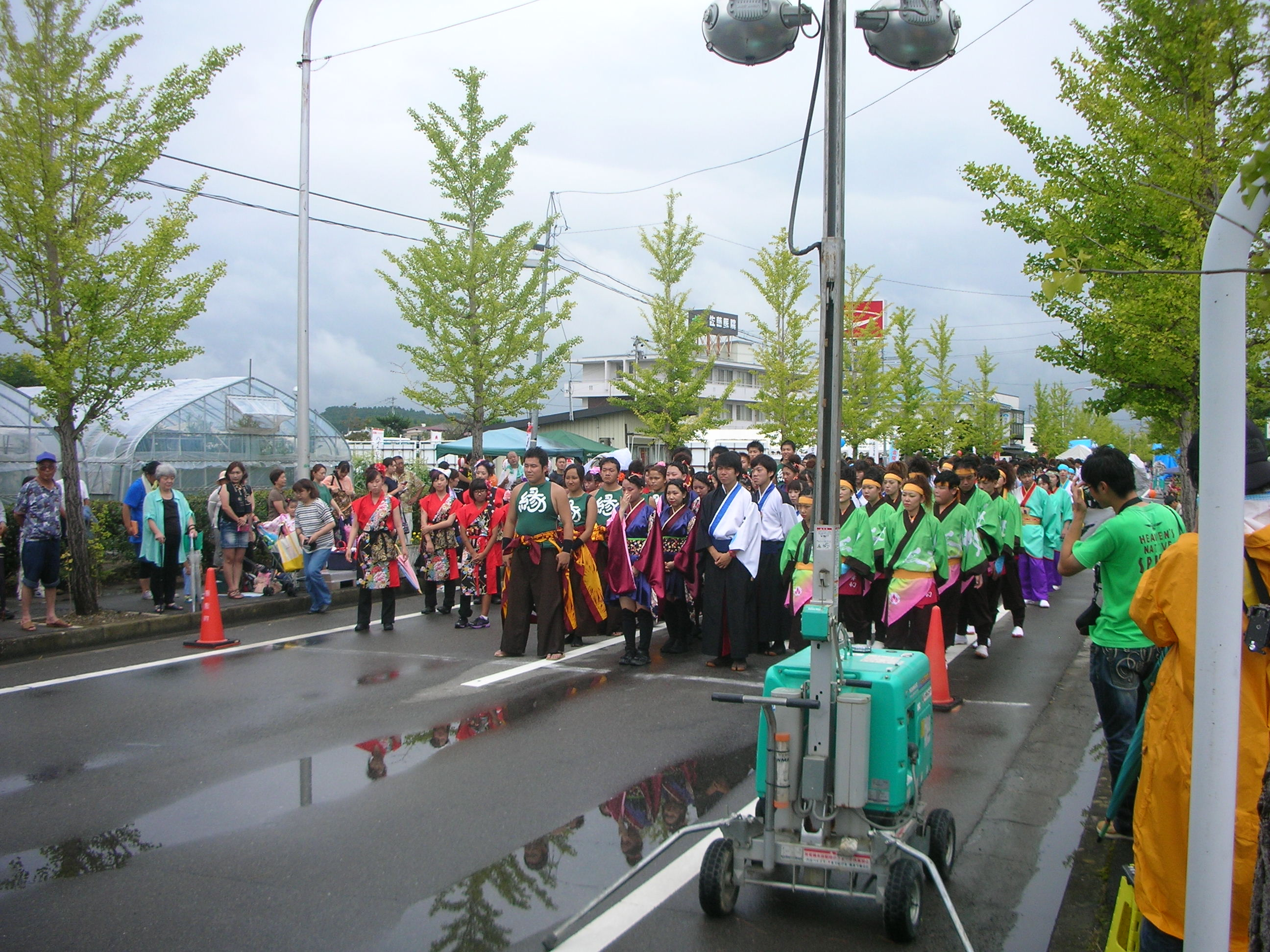
開会式前の整列、北海道大学チーム「縁」など
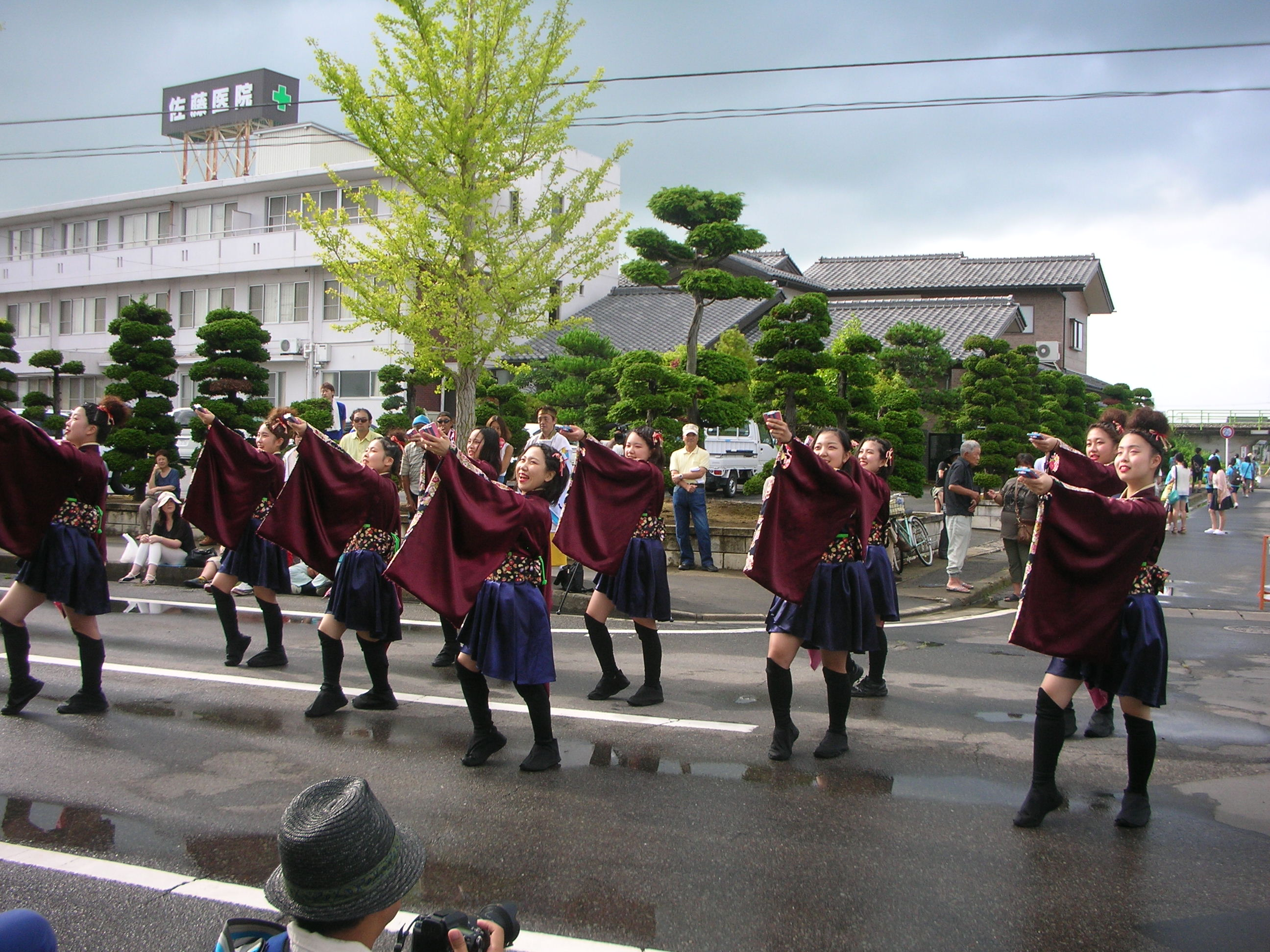
北海道から参加の北海道武蔵女子短期大学のチーム、コンサフリークの演舞
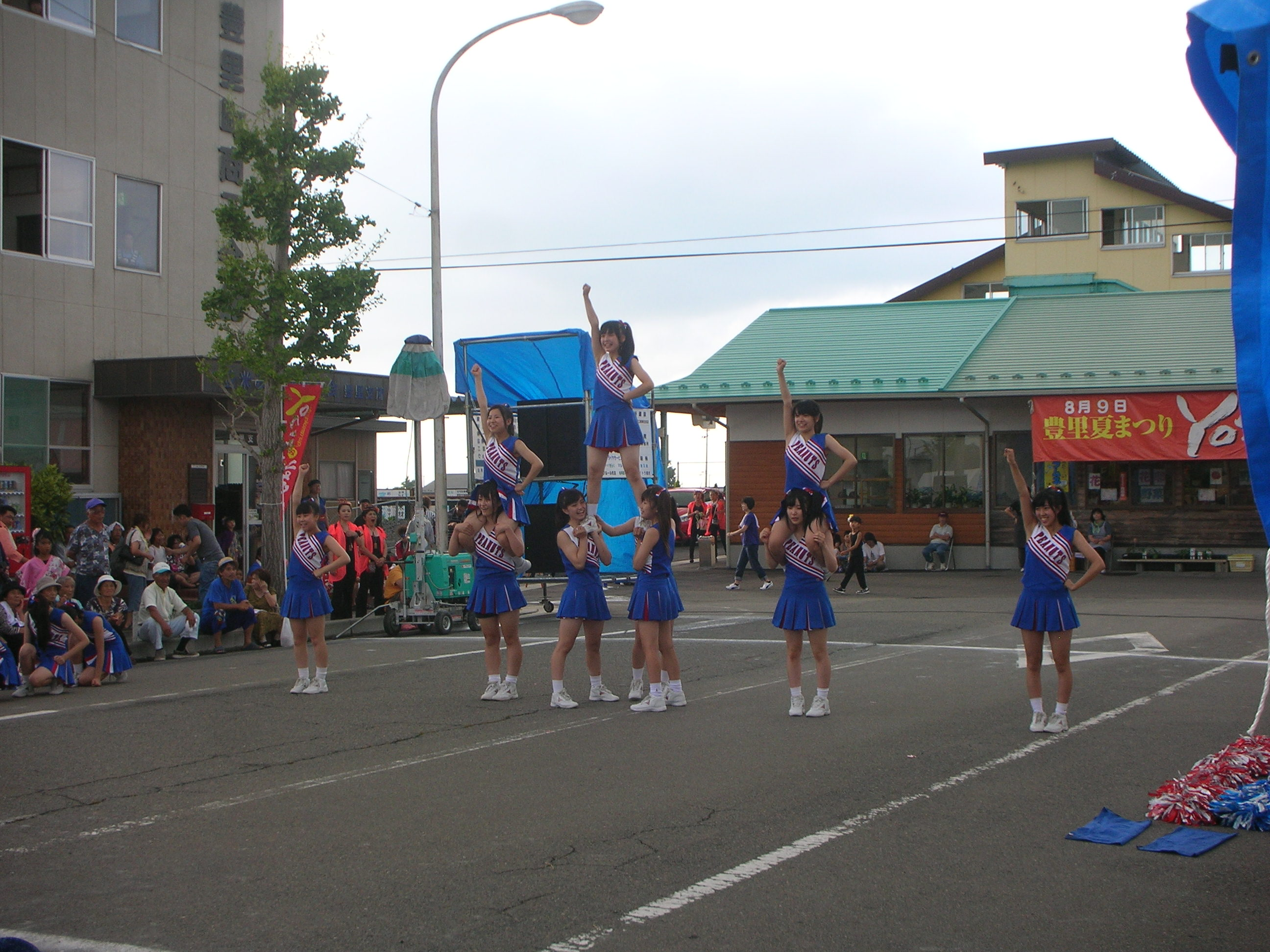
チアリーディング、石巻好文館高校チアリーダー ピーナッツ
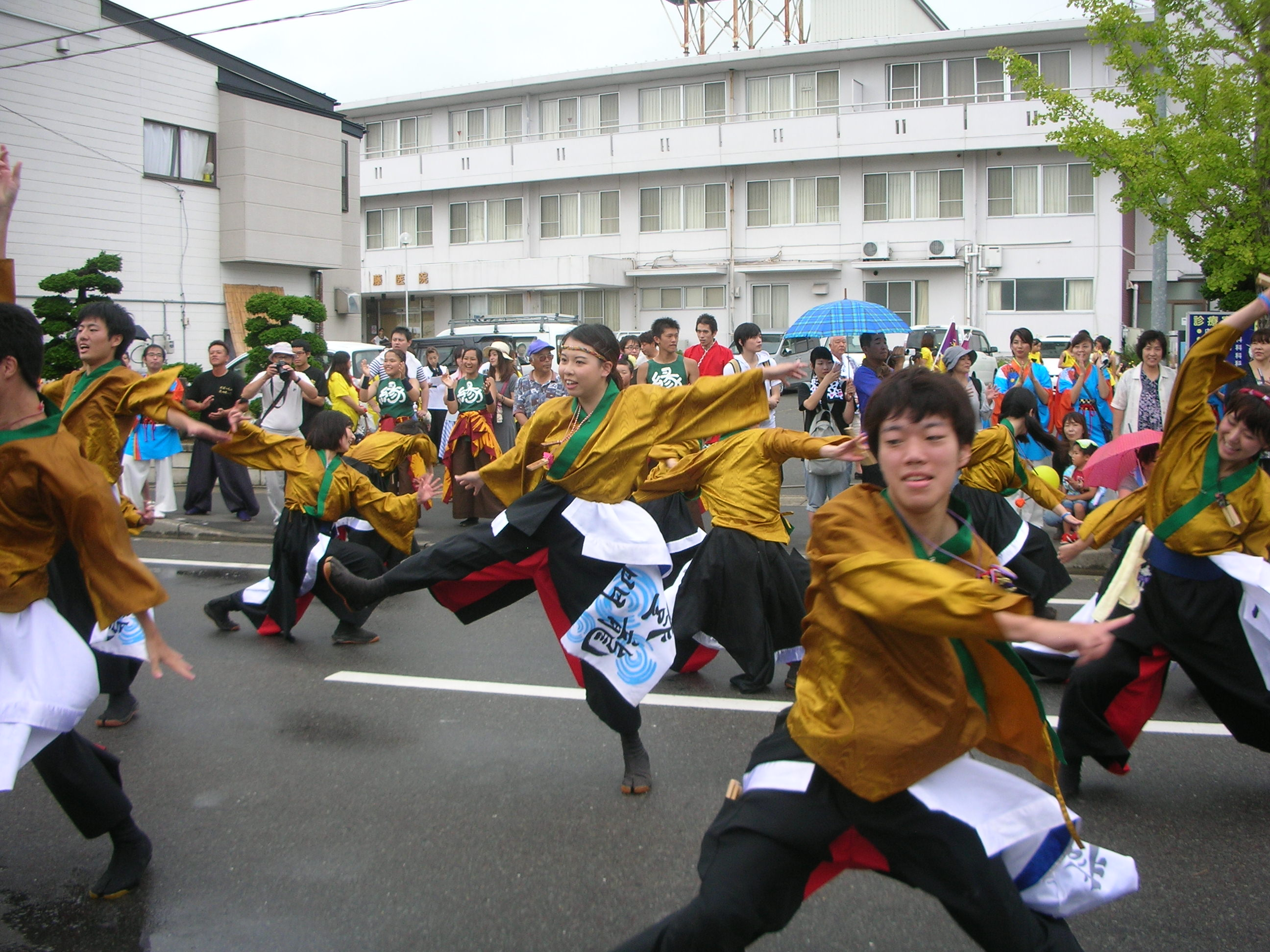
みちのくYOSAKOI THE!!駆波゛乱の演舞
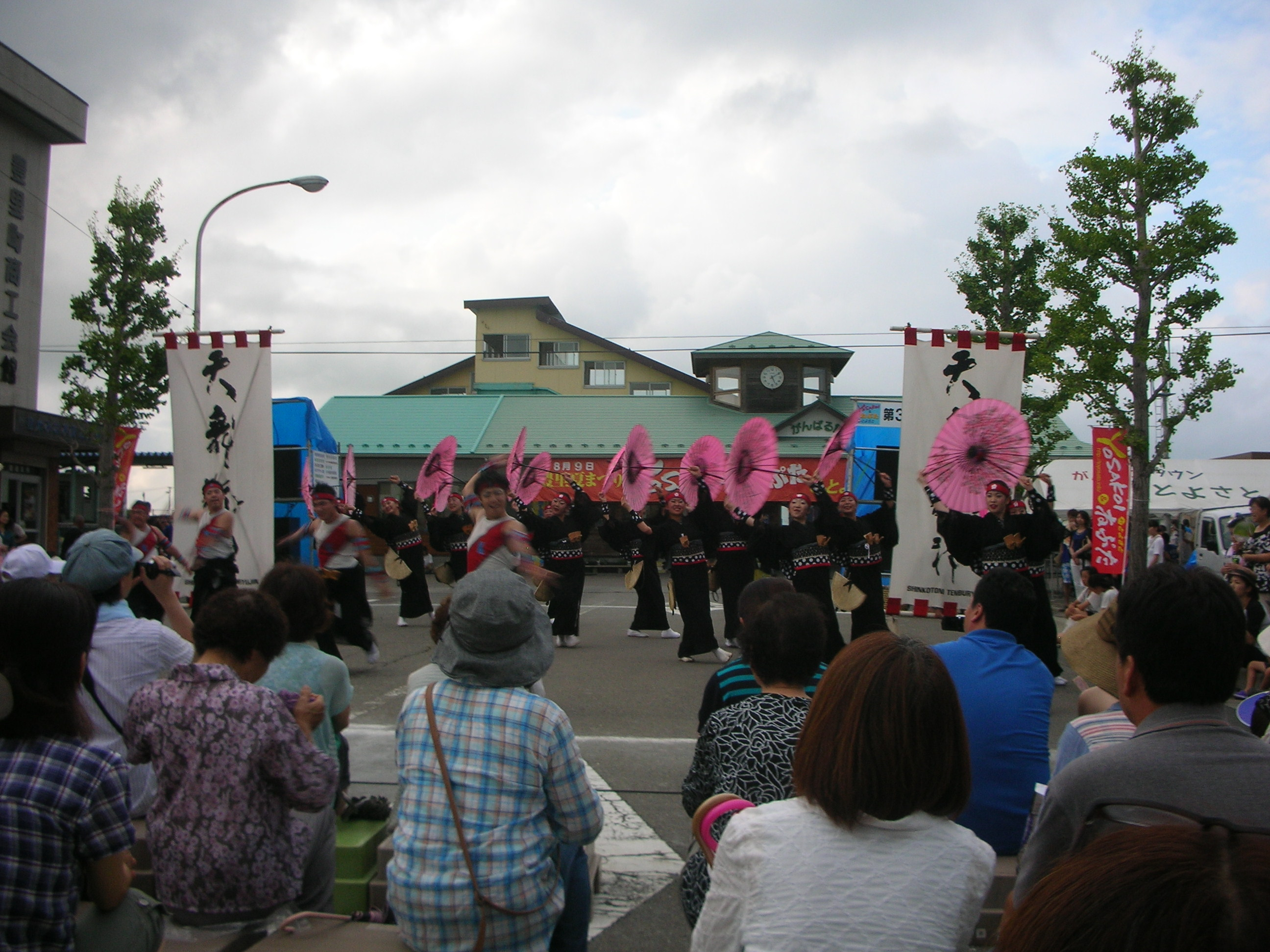
YOSAKOIソーラン大賞4連覇達成新琴似天舞龍神の演舞
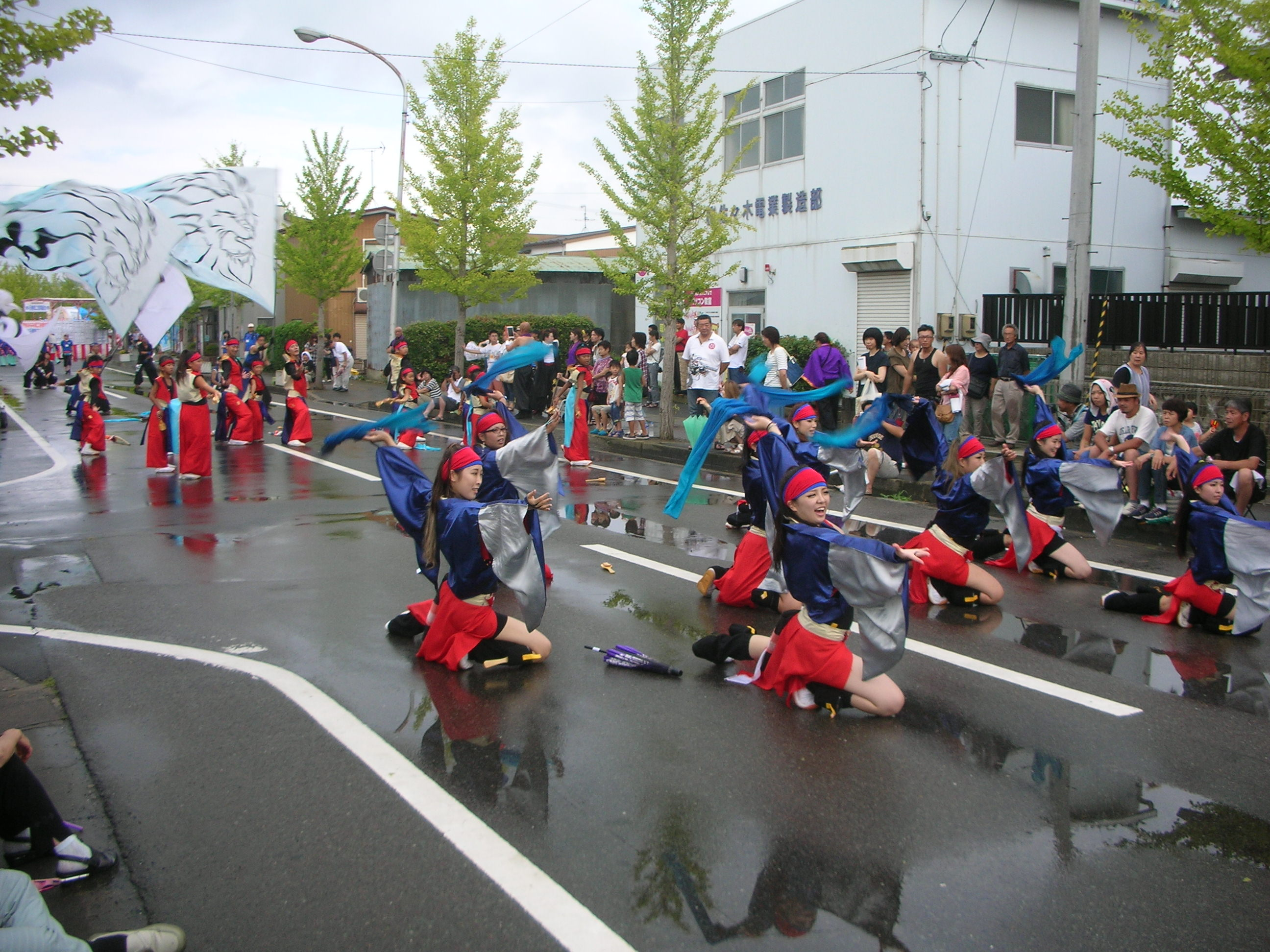
旗と踊りの共演
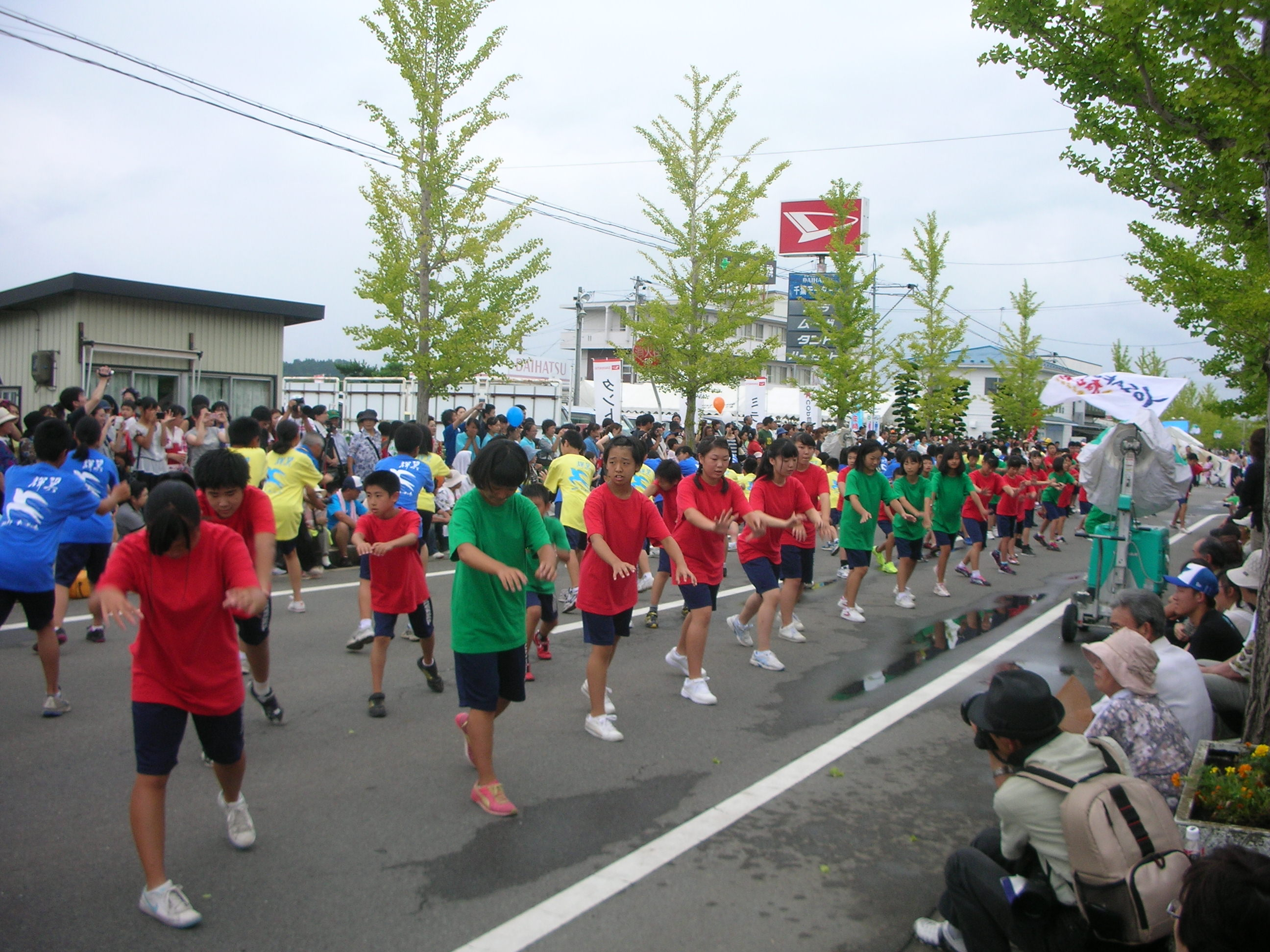
地元の小中学生による演舞
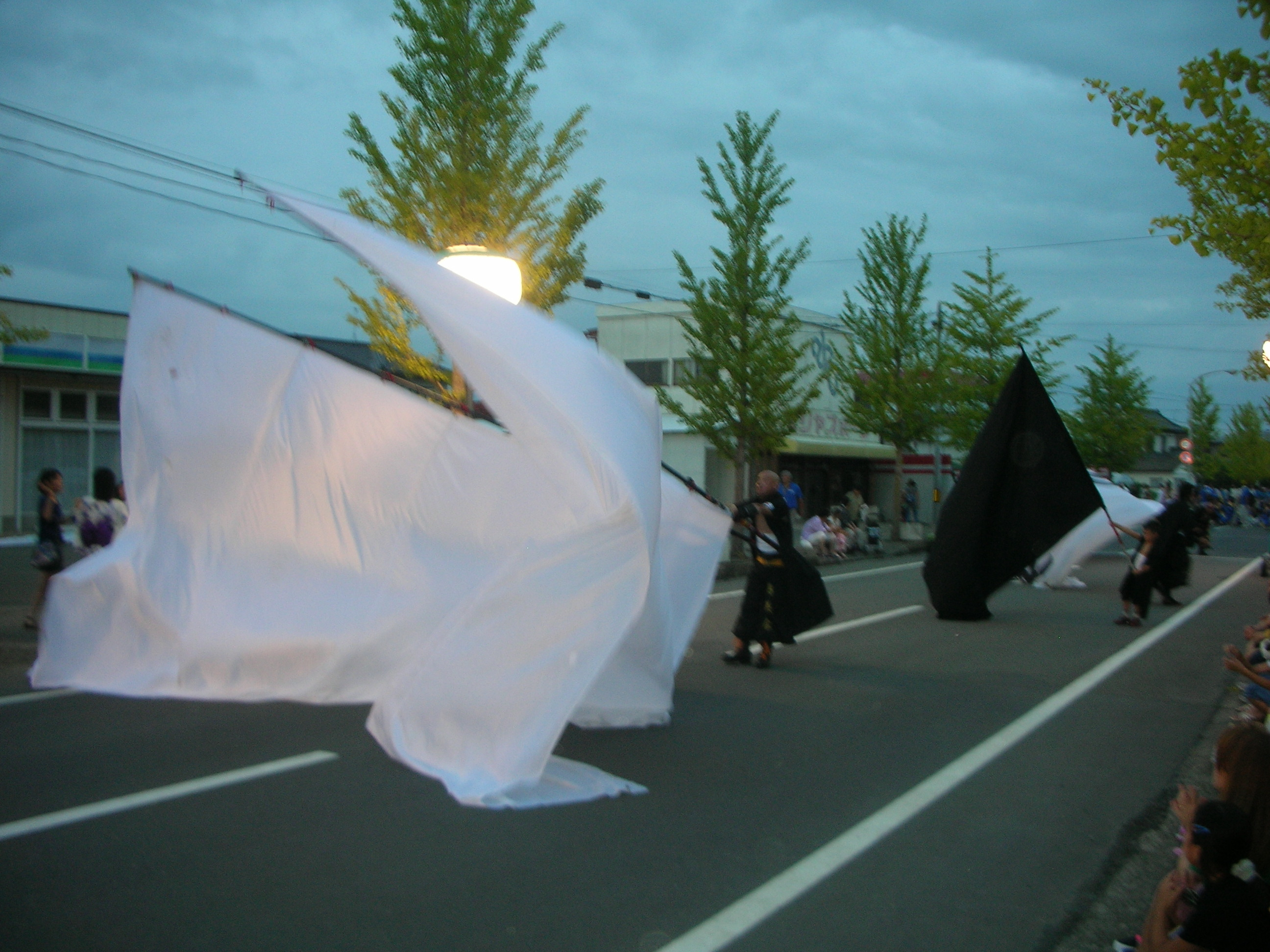
YOSAKOIチーム旗の乱舞
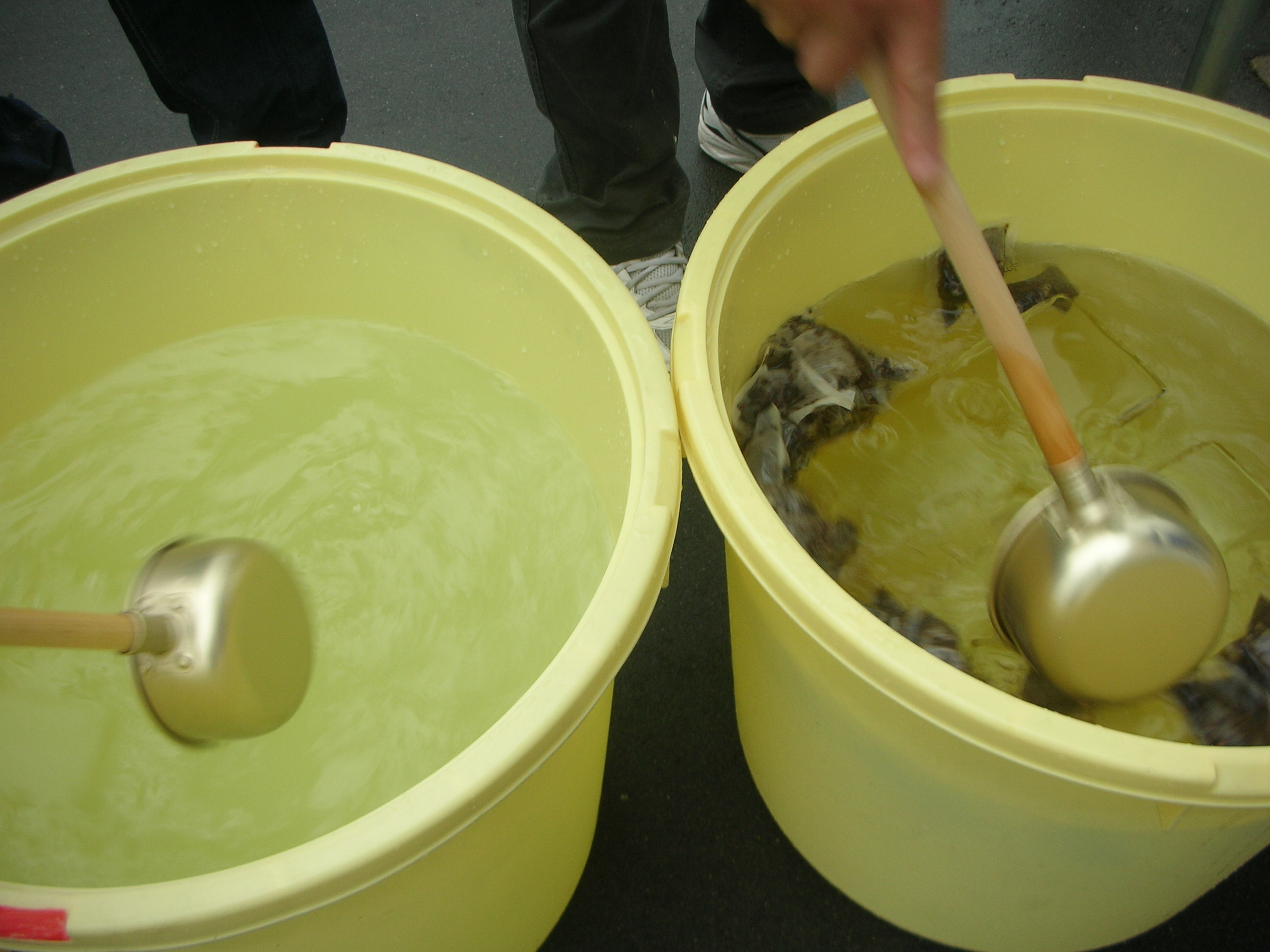
運営委員の飲み物の準備、お茶やスポーツドリンク
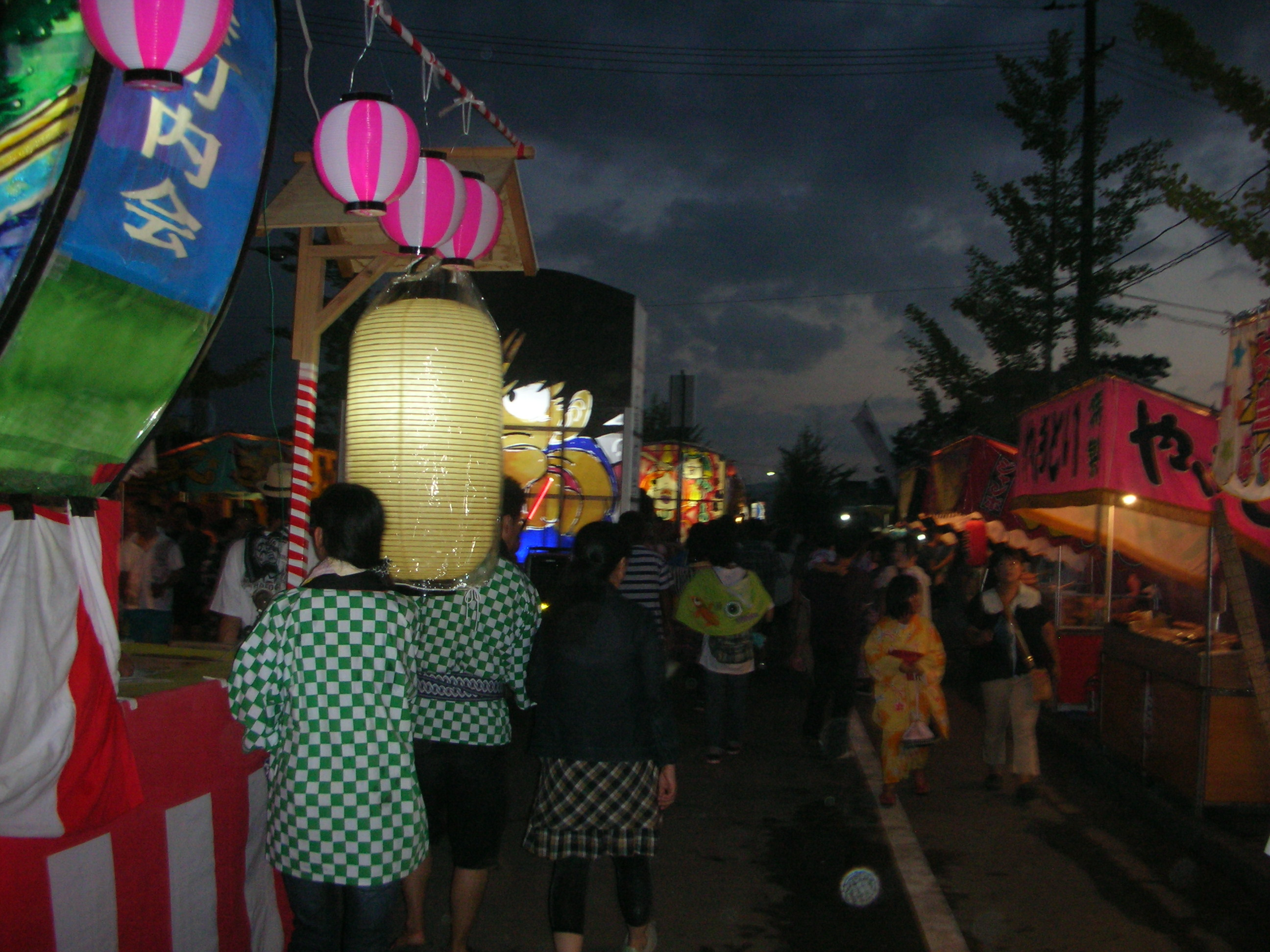
山車が練り歩く